# ピアノ協奏曲第3番 (メトネル)
ピアノ協奏曲第3番 ホ短調 「バラード」 Op.60は、ニコライ・メトネルが1943年に完成させたピアノ協奏曲である。この年、彼は63歳になっており、この曲が最後の主要作品となった。

## 概要
ピアノ協奏曲第3番は早くからメトネルのスペシャリストであった、ピアニストのベンノ・モイセイヴィチの委嘱によって作曲された。
メトネルは個人的に、この曲の第1楽章がミハイル・レールモントフのバラード「ルサルカ Rusalka」に触発されたものだと語っていた。そのバラードは水の精が眠る騎士を誘惑して目覚めさせようとするも、失敗に終わるという内容のものである。彼はレールモントフの詩文を拡大の上、残りの楽章にも適用している。騎士（人の魂の擬人表現である）は目覚めて歌を歌うがそれは聖歌へと転化する。これは彼が誘惑に打ち勝ったこと、そして贖罪が完結して永遠の生命を手にしたことを象徴している。
1940年9月、メトネルと妻のアンナ（Anna）はロンドンに住んでいたが、ロンドン大空襲が本格化し始めた頃であった。彼の作品に献身的に取り組んでいたイギリス人ピアニストのエドナ・アイレスが両親の実家のある、バーミンガム郊外のモーズリーに移っており、メトネル夫妻もそこへ身を寄せることにした。その家が爆撃を受けてからは、夫妻とアイレス一家はウスターシャーの村であるウィザールへと移った。その後彼らはウォリックシャーのストラトフォード・アポン・エイヴォンに程近いウタン・ウォウアンの人里離れた家へと引っ越す。こうして地方を巡る中で協奏曲第3番は完成されたのである。
ある日、メトネルはアイレスに第1楽章の草稿を渡して、これまで完成する前に作品の一部を人に見せたことはないのだと言った。2人は2台のピアノで曲の練習をし、彼は完成後には総譜を彼女に贈った。メトネル夫妻は1943年4月にロンドンへと戻った。
メトネルは第3協奏曲をマイソール王国の藩王国のマハラジャであるジャヤ・チャーマ・ラージャ・ウォディヤールに献呈した。このインドの王はメトネルを支援してメトネル協会を立ち上げ、メトネルが主要作品をピアノの自作自演で録音を遺すのに貢献した人物である。献辞には「我が作品の評価と増進への深き感謝と共に」と書かれている。
初演は1944年2月19日にエイドリアン・ボールトの指揮、作曲者自身のピアノによりロイヤル・アルバート・ホールで行われた。彼は録音活動に関しては1951年の死の2年前に健康状態が悪化するまで継続したが、公開の演奏会は1944年を境にやめており、したがってこれが彼の最後の演奏会の一つとなった。
メトネルの死後、妻のアンナの要望によりこの曲がアナトール・フィストゥラーリの指揮、ニュージーランド生まれのピアニストのコリン・ホースリー（彼はメトネル遺作のピアノ五重奏曲の初演も行っている）をソリストに迎えて、追悼演奏会で演奏された。
メトネル夫人は、メトネルの死亡時にまだ22歳であったウクライナのピアニストのドミトリー・パペルノに、第3協奏曲のロシア初演を依頼したが、彼はこれを断っている。

## 楽器編成
ピアノ独奏、フルート2、オーボエ2、クラリネット2、ファゴット2、ホルン4、トランペット2、トロンボーン3、テューバ1、ティンパニ、弦五部

## 演奏時間
約36分

## 楽曲構成
この曲は「バラード」と副題がつけられており、全曲が続けて演奏される。全体は3つの楽章にわけることができるが、第2楽章のインテルルディウムは2分未満しかなく非常に短くなっている。メトネルは管弦楽への作曲を難解で退屈なものだと感じており、これを好んでいなかった。そのため彼の60を超える出版作品の中で、オーケストラパートを含むものは3つのピアノ協奏曲のみとなっている。
第1楽章 コン・モート・ラルガメント - アレグレット・コン・モート
第2楽章 インテルルディウム  アレグロ, モルト・ソステヌート, ミステリオーソ
第3楽章 フィナーレ  アレグロ・モルト, スフェグリアンド, エロイコ - アンダンテ・コン・モート・トランクウィロ - アレグロ・モルト - コーダ マエストーソ, マ・アッパッショナート